# Gemeine Wespe
Die Gemeine Wespe oder Gewöhnliche Wespe (Vespula vulgaris) ist eine Wespenart aus der Gattung der Kurzkopfwespen (Vespula) und gehört damit zu den Echten Wespen (Vespinae). Neben der Deutschen Wespe (Vespula germanica) ist sie eine der häufigsten Wespenarten Mitteleuropas.

## Merkmale

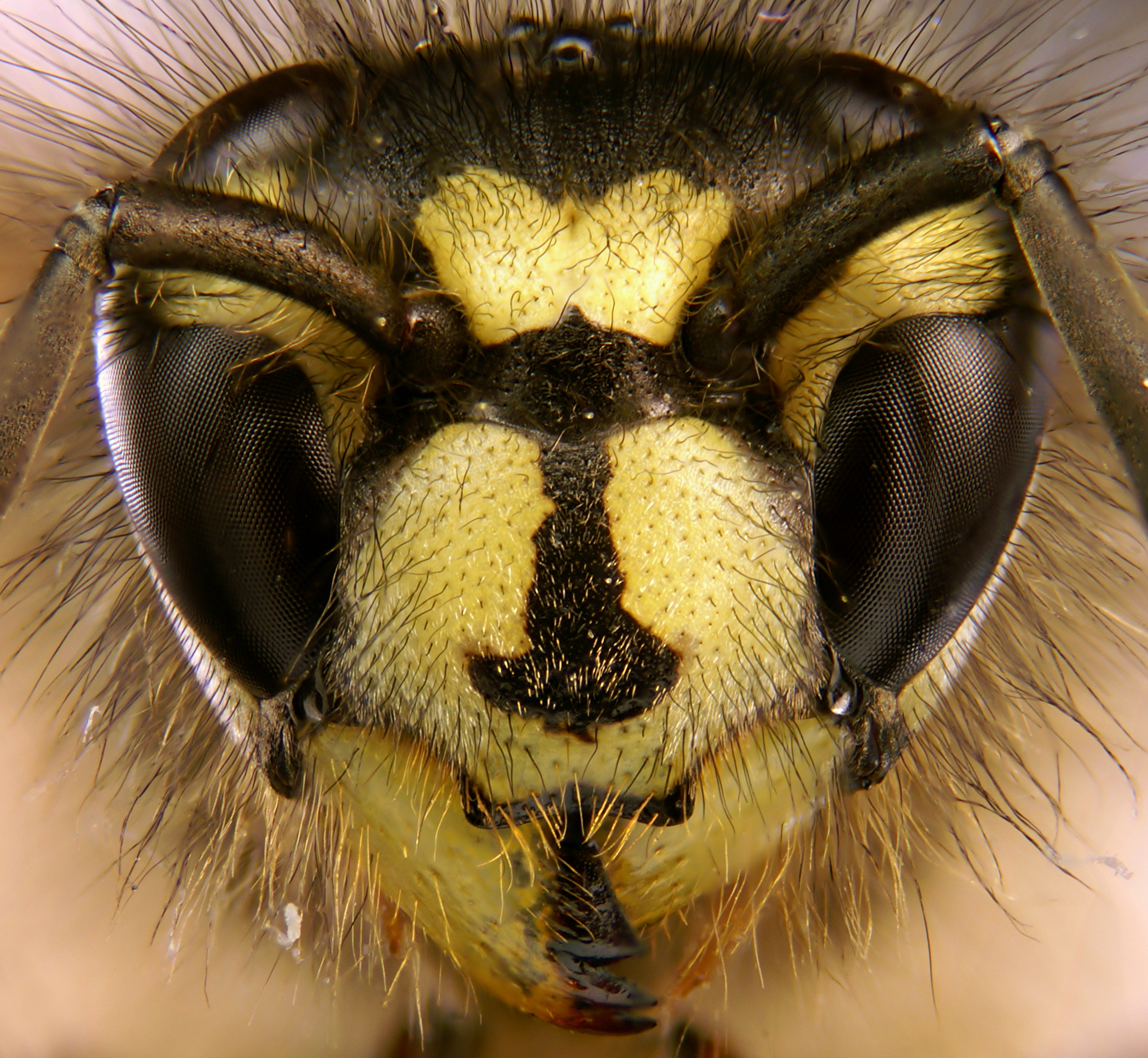
Kopf der Gemeinen Wespe mit der charakteristischen Zeichnung

Die Königinnen der Gemeinen Wespe werden bis zu 20 mm lang. Die Arbeiterinnen sind mit 11 bis 14 mm deutlich kleiner. Die Drohnen erreichen Körperlängen von 13 bis 17 mm.
Die gelb-schwarze Hinterleibszeichnung umfasst gelbe und schwarze Binden sowie schwarze Punkte an den Vorderrändern der gelben Binden, die meistens – zumindest auf den vorderen Tergiten – an die schwarzen Binden anschließen und somit nicht vollständig gelb umschlossen sind. Bei der sehr ähnlichen Deutschen Wespe sind die schwarzen Punkte hingegen meist vollständig gelb umschlossen. Jedoch ist die Zeichnung bei beiden Arten je nach Volk und Individuum sehr variabel und lässt daher keine sichere Artbestimmung zu.
Zuverlässig von der Deutschen Wespe unterschieden werden kann die Gemeine Wespe anhand der Zeichnung auf der Stirnplatte (Clypeus). Während die Deutsche Wespe dort ein bis drei linienförmig angeordnete, schwarze Punkte oder einen kleinen geraden, oft etwas unterbrochenen schwarzen Strich aufweist, befindet sich auf der Stirnplatte der Gemeinen Wespe ein breiter schwarzer Strich, der sich nach unten hin verdickt.

## Lebensweise

### Ernährung
Die erwachsenen Tiere (Imagines) ernähren sich vorwiegend vegetarisch von Nektar und anderen zuckerhaltigen Pflanzensäften. Die Larven werden mit zu Brei zerkauten Insekten oder anderen tierischen Proteinen gefüttert. Bei der Nahrungssuche finden sich die Gemeinen Wespen oft auf Kuchen oder anderen zuckerhaltigen Nahrungsmitteln des Menschen ein und lassen sich von dieser einmal für sich entdeckten Nahrungsquelle nur schwer wieder vertreiben.

### Nestbau

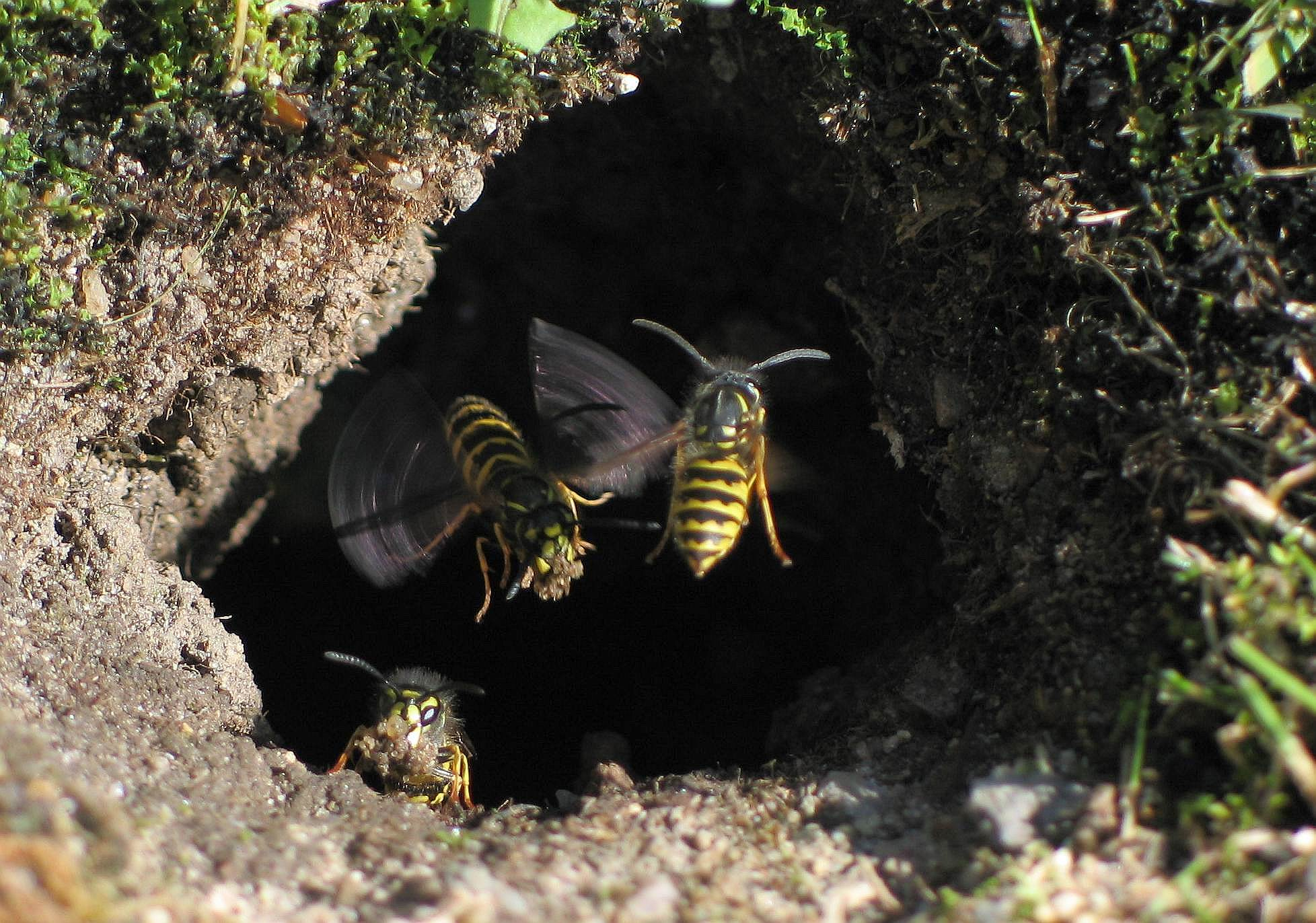
Arbeiterinnen der Gemeinen Wespe bei der Erweiterung ihres unterirdischen Nestes

Ab Mitte April können begattete Weibchen, die Königinnen, bei der Nest- und Nahrungssuche beobachtet werden. Als Nahrungsquelle dient in dieser Zeit beispielsweise der Nektar von Weidenblüten. Nach etwa zwei bis drei Wochen Nahrungsaufnahme und Nistplatzsuche baut die Gemeine Wespe ihr Nest aus zerkauten, eingespeichelten Holzfasern an dunklen, geschützten Orten.
Oft werden die Nester unterirdisch in Mäuse- oder Maulwurfbauten angelegt, die mit zunehmender Nestgröße erweitert werden. Im Volksmund werden die Bewohner dieser Nester als „Erdwespen“ bezeichnet. Aber auch Dachböden, Rollladenkästen oder andere dunkle Hohlräume an und in Gebäuden werden zum Nestbau genutzt. Das Anfangsnest besteht aus sieben Brutzellen (eine in der Mitte, sechs Zellen darum herum), die kopfüberhängend an die Höhlendecke geheftet und von einer kugelförmigen Nesthülle umgeben sind. Die Gemeine Wespe verwendet für den Nestbau morsches Holz von verrottenden Baumstämmen oder Ästen, wodurch ihr Nest ein helles, beigefarbenes Aussehen bekommt. Die eng verwandte Deutsche Wespe hingegen nagt oberflächlich verwittertes Holz ab (z. B. von Weidepfählen oder Holzzäunen), deswegen ist ihr Nest eher gräulich gefärbt.

### Staatsgründung
In die Brutzellen legt die Königin jeweils ein Ei, das sie kurz vor der Eiablage mit Spermien aus dem Receptaculum seminis (Samentasche) besamt, in dem sie einen Spermienvorrat aus dem letzten Herbst mit sich trägt. Die Brutpflege und der Nestbau erfolgen in dieser Phase durch die auf sich gestellte Königin. Die Larven werden von ihr mit einem Brei aus zerkauten Insekten gefüttert. Nach der Fütterung geben die Larven einen zuckerhaltigen Flüssigkeitstropfen ab, der wiederum zur Ernährung der Königin dient und für die Larven die einzige Möglichkeit darstellt, Flüssigkeit abzugeben. Erst kurz vor der Verpuppung geben die Larven Kot ab. So wird verhindert, dass es im Nest durch Verschmutzung mit Ausscheidungen zu Fäulnis kommt. Durch die von der Königin verströmten Pheromone entwickeln sich aus den Larven keine neuen befruchtungsfähigen Weibchen, sondern nur unfruchtbare Arbeiterinnen, an die die Königin den Weiterbau des Nestes und die Nahrungsbeschaffung übergibt. Die Königin widmet sich danach nur noch der Fortpflanzung. Die Arbeiterinnen legen in mehreren Ebenen Brutwaben an.

### Wespenstaat

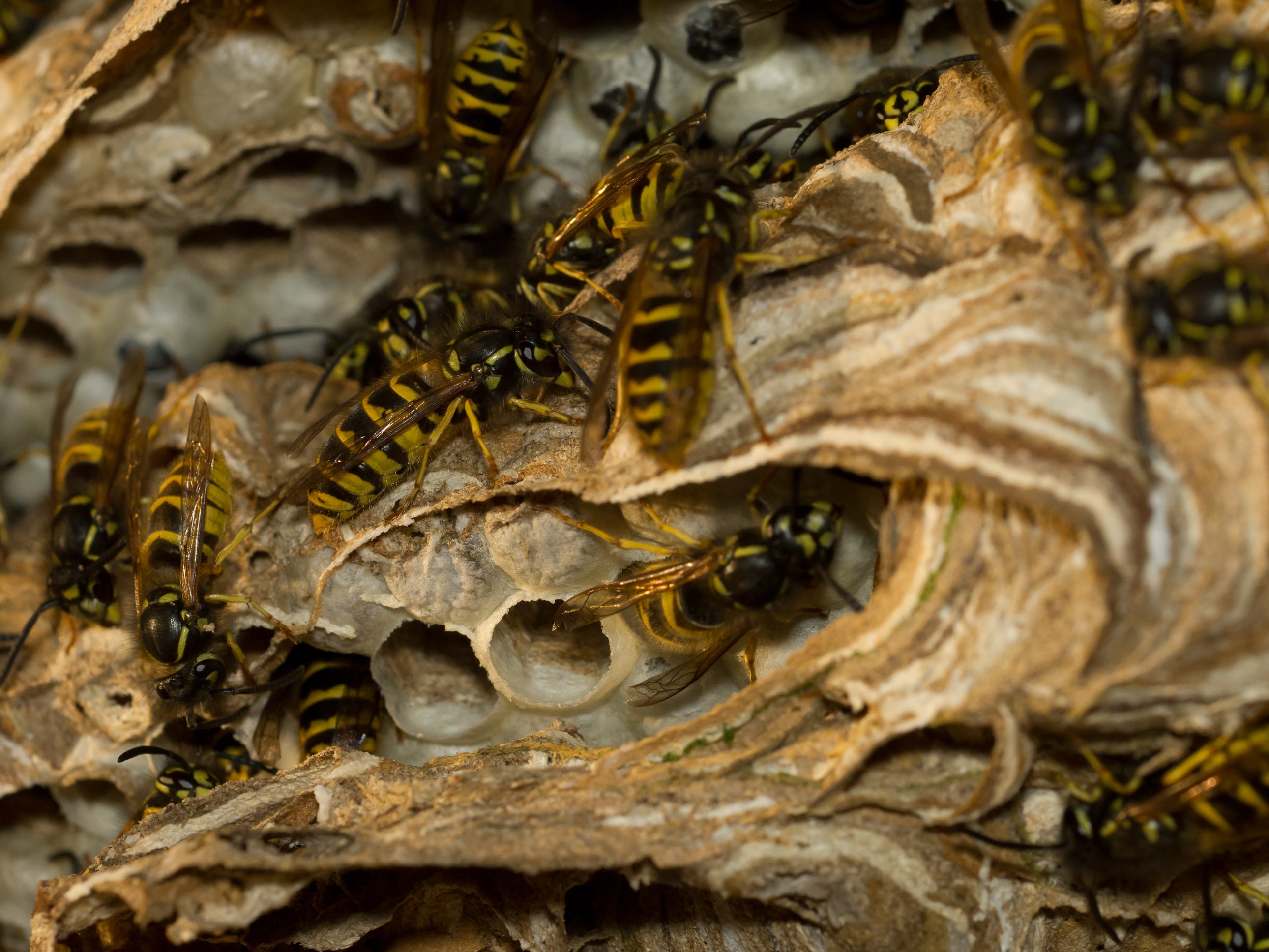
Gemeine Wespen in ihrem Nest

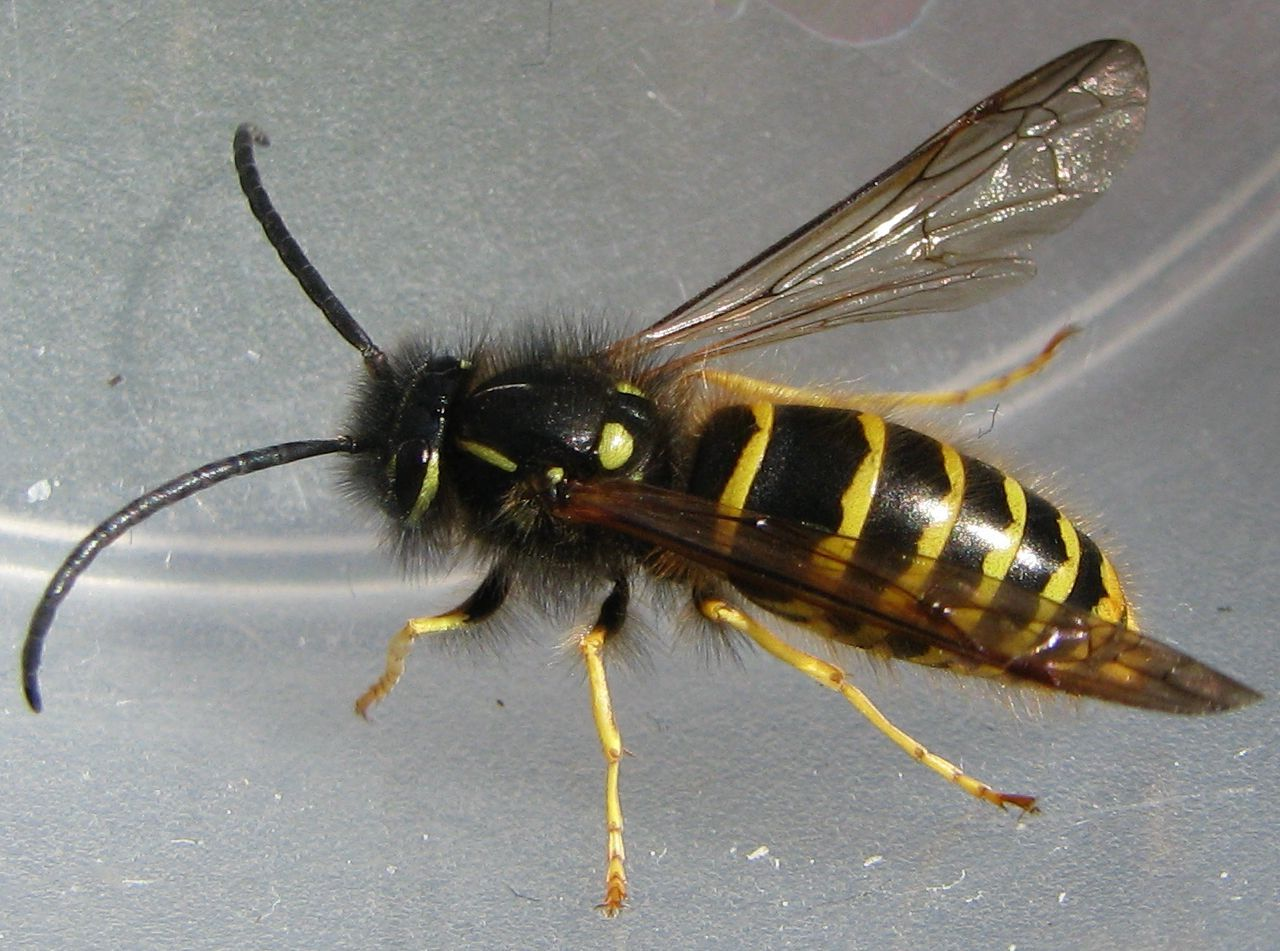
Männliche Wespe

Ihre Anzahl und damit auch die Größe des Nestes nimmt rasch zu und wächst im Regelfall auf 3.000 bis 4.000 Individuen an, wobei die Nester bis zum Spätsommer kontinuierlich anwachsen. Mit dem Einsetzen der Produktion neuer Geschlechtstiere (in speziellen, etwas vergrößerten Zellen) im Spätsommer oder Frühherbst ist die Maximalgröße erreicht. Von da an nimmt die Individuenzahl rasch ab, da keine neuen Arbeiterinnen mehr produziert werden, bis das Nest im Herbst abstirbt. Die Koloniegröße erreicht etwa 500 bis 5000 Arbeiterinnen, das Nest besitzt dann etwa 3500 bis maximal etwa 15000 Brutzellen. Für Japan werden geringere Maximalstärken, bis 8500 Brutzellen, angegeben. Größere Völker existieren in Neuseeland, wohin die Art vom Menschen verschleppt wurde und wo Völker ausnahmsweise auch überwintern können, hier wurden bis zu 20000 Brutzellen gezählt.
Der gesamte Staat ist arbeitsteilig organisiert, das bedeutet, dass die Individuen entweder mit dem Nestbau, der Zellensäuberung, der Larvenfütterung, der Versorgung der Königin oder der Nahrungsbeschaffung beschäftigt sind. Die Brutpflege ist so intensiv wie bei den Bienen. Anders als bei diesen gibt es bei den Wespen keinen Schwänzeltanz als Kommunikation zu Entfernung und Richtung einer möglichen Futterquelle.
Aufgrund einer verringerten Pheromonabgabe durch die Königin und durch die verbesserte Versorgung der Larven entwickeln sich im Spätsommer oder Herbst fruchtbare Weibchen, die Königinnen der neuen Generation. Aus unbefruchteten Eiern entwickeln sich Männchen (Drohnen), die nach erfolgter Paarung absterben. Einige der Männchen verlassen das Nest und suchen nach fruchtbaren Weibchen aus anderen Völkern, um sich mit diesen zu verpaaren. Somit wird ein Übermaß von Inzucht vermieden.

### Untergang und Neuanfang
Die alte Königin stirbt meist im Spätherbst, und ihr Wespenstaat löst sich anschließend auf. Bei Kälteeinbruch sterben auch die letzten heimatlos gewordenen Arbeiterinnen des alten Staates. Allein die begatteten Jungköniginnen suchen sich ein geschütztes Versteck. In geeignetem Mikroklima wie beispielsweise in morschem Holz, in Hohlräumen, unter Rinden oder Moos überstehen sie den Winter schlafend in einer Winterstarre, die Diapause genannt wird. Im darauf folgenden Frühjahr begründet die Jungkönigin einen neuen Staat, indem sie wieder mit dem Nestbau an geeigneter Stelle beginnt.

### Angriff und Verteidigung
Zur Überwältigung und Lähmung einer möglichen Insektenbeute oder zur Abwehr eines Störenfriedes oder Angreifers benutzen die Wespen ihren Stachel. Beim Stichvorgang wird der Stachel aus der Stachelkammer im Gaster, in dem er in Ruhelage verborgen ist, ausgefahren und auf das Opfer aufgedrückt, wobei die Wespe sich mit den Beinen festhält. Durch eine vibrierende Bewegung der den Stachel fixierenden Sklerite werden die beiden Stechborsten (oder Lanzetten) in schneller Bewegung abwechselnd vor und zurück bewegt, wobei sich diese durch ihre Widerhaken in der Haut verankern und durch die Bewegung den ganzen Stachel immer tiefer in die Einstichstelle ziehen. Die drei Teile des Stachels sind durch falzartige Verbindungen aneinander gekoppelt, aber für den Stechvorgang gegeneinander verschiebbar. Das Gift wird aus dem Reservoir der Giftblase durch einen zentralen Kanal im Stachel, der durch die beiden Stechborsten und die Stachelscheide begrenzt wird, in die Wunde appliziert. Anders als bei den Bienen verfügt der dritte Bestandteil des Stachels, die Stachelscheide, nicht über Widerhaken. Die Form der Widerhaken erlaubt leichteres Rückziehen, außerdem ist der Stechapparat durch Gelenke und Muskeln fester als bei Bienen im Gaster verankert. Deshalb können Wespen beliebig oft zustechen und dabei ihr Gift einspritzen. Der Stichreflex ist selbst bei zerteilten oder gerade verendeten Tieren noch vorhanden.

## Verbreitung
Die Gemeine Wespe ist paläarktisch, von Europa im Westen bis Japan, Korea und den Kurilen im Osten, verbreitet. Frühere Angaben auch aus Nordamerika werden nun anderen Arten der vulgaris-Artengruppe zugeordnet. Die Art wurde vom Menschen nach Island, Südamerika (Argentinien), Australien (Victoria und Tasmanien), Neuseeland verschleppt und eingebürgert, wo sie als invasive Art gilt. Ein Einzelfund in Hawaii wurde seit 1991 nicht wieder bestätigt, so dass die Etablierung der Art dort wohl nicht erfolgreich war. In wärmeren Regionen ihres Verbreitungsgebiets, so im europäischen Mittelmeerraum und in Japan, wird die Art seltener und ist zunehmend auf Gebirgsregionen beschränkt. So ist sie in Indien auf die Himalayaregion im Norden (Himachal Pradesh, Jammu und Kashmir) beschränkt.
Die Art zählt zu den 100 gefährlichsten Neobiota weltweit.

## Schadwirkung

### Wirkung auf Menschen
Gemeinsam mit der Deutschen Wespe, die die Vorliebe für Speisen und Getränke des Menschen teilt, hat die Gemeine Wespe für den im Allgemeinen schlechten Ruf der Wespen gesorgt. Die Gemeine Wespe gilt als Lästling. Dazu kommt, dass die beiden Arten neben ihrer Hartnäckigkeit auch wehrhaft sind, wenn man sich beispielsweise unbeabsichtigt ihrem Nest nähert oder sie sich durch heftige Bewegungen bedroht fühlen. Bei ihrem Stich werden Alarmpheromone freigesetzt, welche weitere Tiere anlocken und zum Stich animieren. Das Gift führt bei einigen Menschen zu einer allergischen Reaktion.

### Wirkung auf das ökologische Gleichgewicht
In den frühen 1980er Jahren wurde in Neuseeland unbeabsichtigt die Gemeine Wespe eingeschleppt, nachdem die Deutsche Wespe dort schon etwa seit 1945 eingebürgert worden war. Wegen des dortigen Fehlens natürlicher Feinde und eines zumindest in einigen Regionen ganzjährig milden Klimas haben sich beide Wespenarten in ihrer neuen Heimat rasant vermehrt. Dabei hat die Gemeine Wespe die vor ihr eingeschleppte Deutsche Wespe nahezu vollständig verdrängt. Die Gemeine Wespe erbeutet alle anderen Insekten, die sie in den Kronen der Bäume oder auf dem Waldboden überwältigen kann. Damit ist sie dort zu einer erheblichen Gefahr für einheimische Arten geworden. So ist sie als Nahrungskonkurrent einer der wichtigsten Bedrohungsfaktoren des Kaka, einer als gefährdet (endangered) eingestuften Papageien-Art.